# Juncus foliosus
Juncus foliosus là một loài thực vật có hoa trong họ Juncaceae. Loài này được Desf. mô tả khoa học đầu tiên năm 1798.

## Hình ảnh

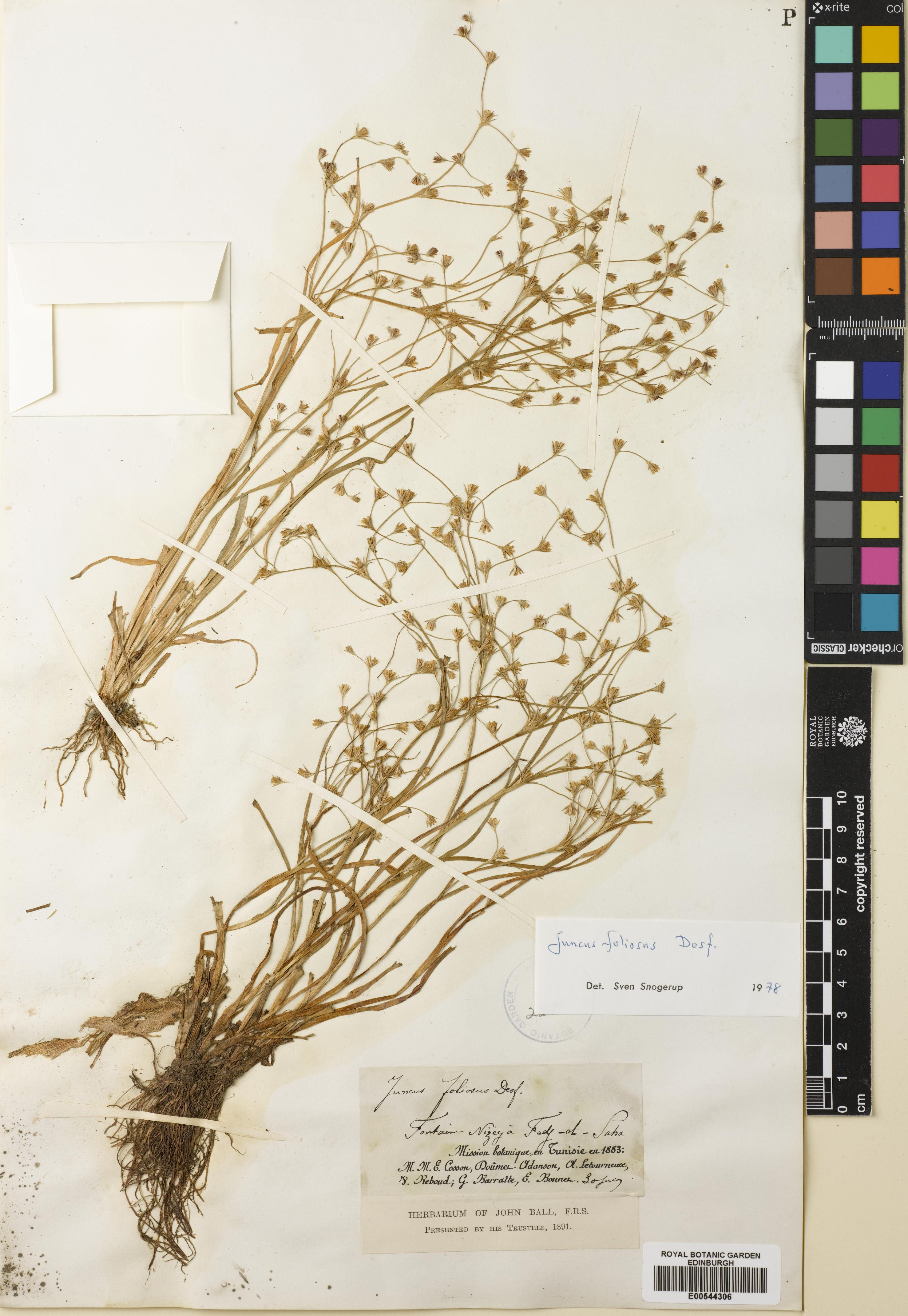
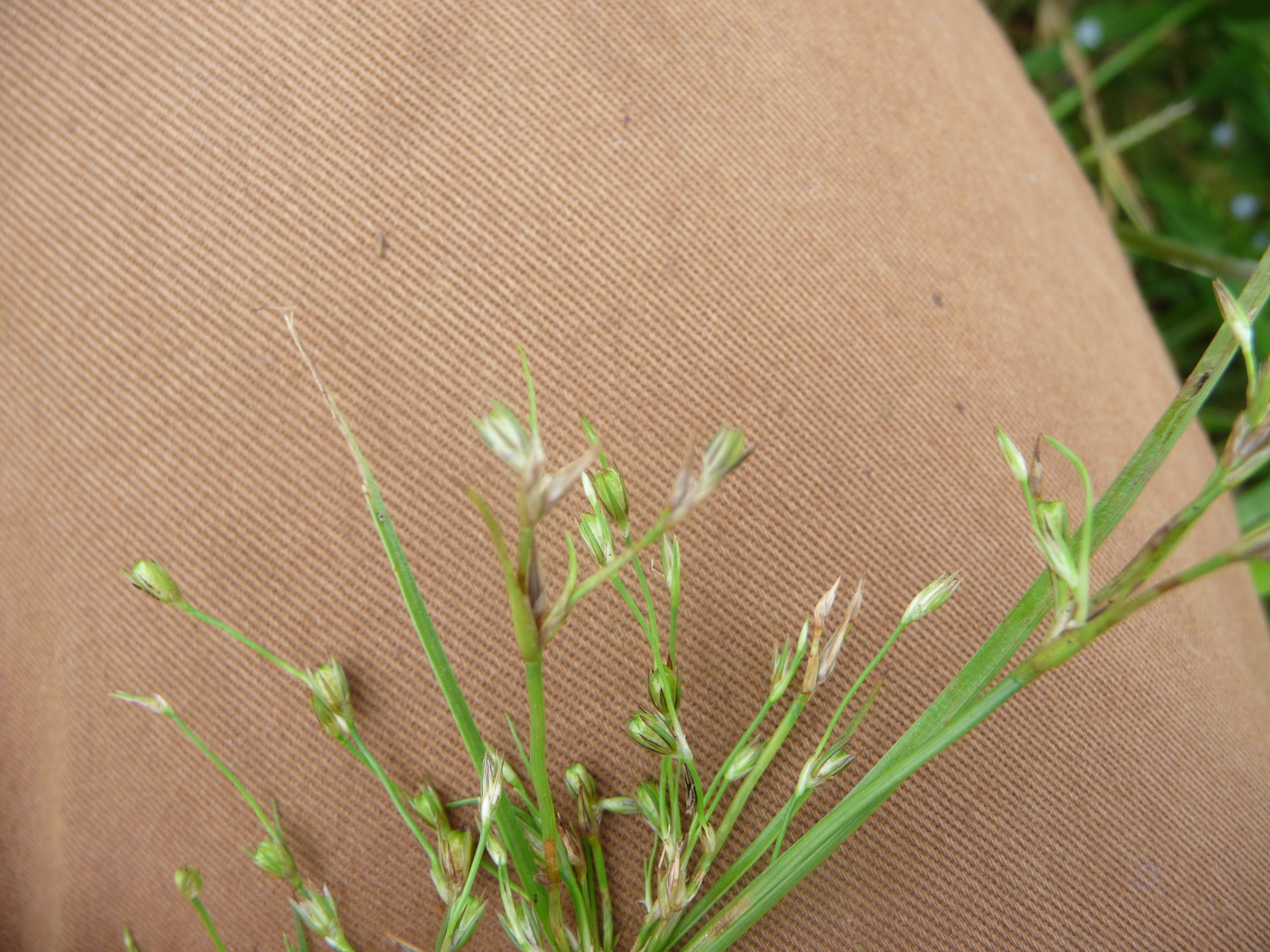
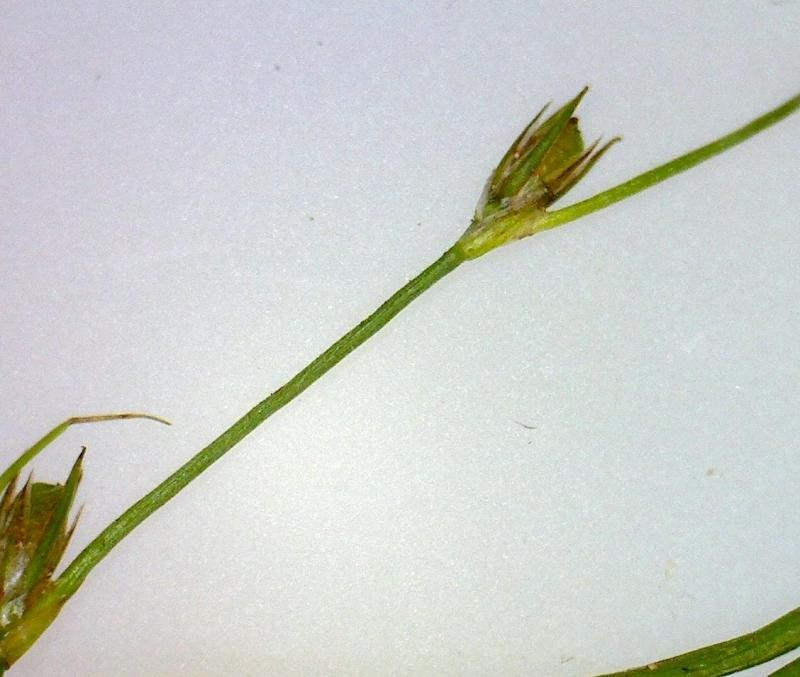
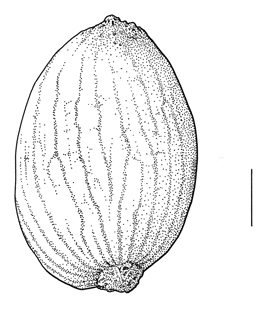